# Indian Wells Open 2008
L'Indian Wells Open 2008 (conosciuto anche come Pacific Life Open per motivi di sponsorizzazione) è stato un torneo di tennis giocato sul cemento. È stata la 35ª edizione dell'Indian Wells Open e faceva parte della categoria ATP Masters Series nell'ambito dell'ATP Tour 2008, e della Tier I nell'ambito del WTA Tour 2008. Sia il torneo maschile che quello femminile si sono giocati all'Indian Wells Tennis Garden di Indian Wells in California, dal 10 al 23 marzo 2008.

## Campioni

### Singolare maschile
Novak Đoković ha battuto in finale  Mardy Fish con il punteggio di 6–2, 5–7, 6–3.

### Singolare femminile
Ana Ivanović ha battuto in finale  Svetlana Kuznecova con il punteggio di 6–4, 6–3.

### Doppio maschile
Jonathan Erlich /  Andy Ram hanno battuto in finale  Daniel Nestor /  Nenad Zimonjić con il punteggio di 6–4, 6–4

### Doppio femminile
Dinara Safina /  Elena Vesnina hanno battuto in finale  Zi Yan /  Jie Zheng con il punteggio di 6–1, 1–6, [10–8].